# Mamoudzou
Mamoudzou est une commune française située dans le département de Mayotte. La commune est depuis le 27 août 2023 chef-lieu de Mayotte et accueille le siège du conseil départemental et la préfecture de Mayotte (de jure, le chef-lieu était auparavant fixé à Dzaoudzi). Mamoudzou concentre aussi les principales activités commerciales et artisanales de Mayotte.
La commune compte, en 2017, 71 437 habitants (soit environ 27,8 % de la population totale de Mayotte), ce qui en fait la plus peuplée de Mayotte. Il s'agit de la 45e ville de France, et l'aire urbaine de la ville est la 45e de France.

## Géographie

### Localisation
Mamoudzou est située à l'est du département de Mayotte, entre la Réserve Forestière de Majimbini et l'océan Indien.
Elle est distante de 725 km de Tananarive (Madagascar), de 1 411 km de Saint-Denis (La Réunion), pour environ 2 h de vol, de 1 270 km de Dodoma (Tanzanie), de 1 579 km de Nairobi (Kenya), de 2 304 km de Pretoria (Afrique du Sud), de 3 417 km de Kinshasa (République démocratique du Congo) et de 8 042 km de Paris.
Les vols entre La Réunion et Mayotte AR sont opérés par deux compagnies aériennes ː Air Austral et Corsair

### Communes limitrophes
Les communes limitrophes sont Dembeni, Koungou, Ouangani, Tsingoni, Dzaoudzi et Pamandzi.
|          | Koungou   |          |
| Tsingoni | Mamoudzou | Dzaoudzi |
|          | Dembeni   |          |

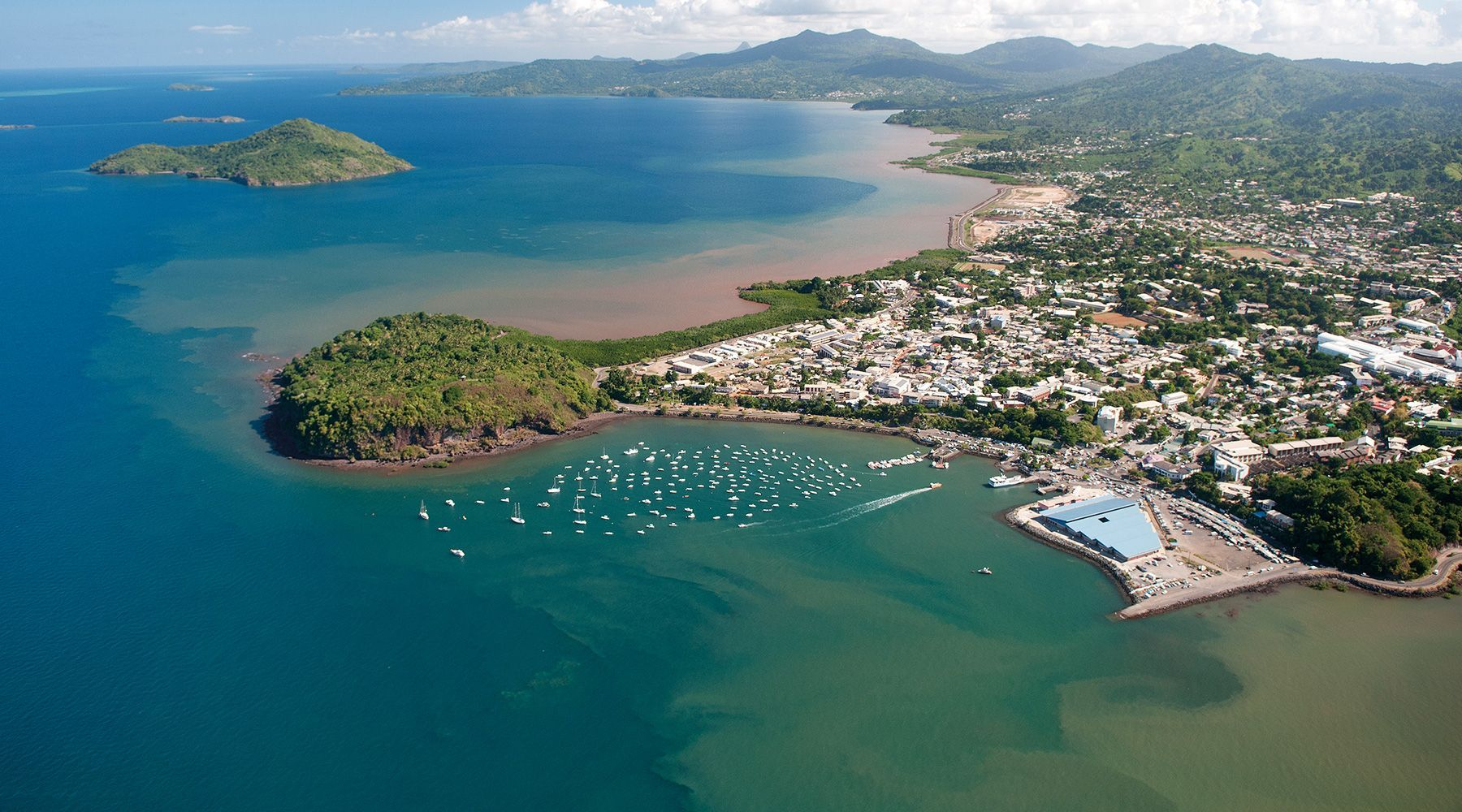
Mamoudzou.

La ville de Mamoudzou est située en Grande-Terre face à l'île de Petite-Terre. Elle est à cheval entre un relief montagneux et le littoral, d'où partent les barges qui vont de Grande-Terre à Petite-Terre.
La commune se compose de sept villages en plus de Mamoudzou : Kavani, Kawéni (activités industrielles et grande surface), Mtsapéré, Passamaïnty, Vahibé, Tsoundzou I et Tsoundzou II. Les villes les plus proches sont Koungou et Dembeni.

### Géologie et relief
Situé en bord de mer, l'est de la commune est formé par une bande littorale, de plaine, représentant près d'un tiers du territoire communal. Le centre et l'ouest de Mamoudzou sont vallonnés ou montagneux, ponctués par les vallées des différentes rivières la traversant, dans le sens ouest-est. Le point culminant de la commune est le Mlima Mtsapéré situé en limite nord, à 570/571 m.

### Hydrographie
Le territoire de Mamoudzou est arrosé par plusieurs cours d'eau :
- La Kwalé ;
- Le Gouloué ;
- Le Doujani ;
- Le Majimbini ;
- Le Kawéni la joli.

## Urbanisme

### Typologie
Mamoudzou est une commune urbaine, car elle fait partie des communes denses ou de densité intermédiaire, au sens de la grille communale de densité de l'Insee,,,. Elle appartient à l'unité urbaine de Mamoudzou, une agglomération intra-départementale regroupant 2 communes et 103 593 habitants en 2017, dont elle est la ville-centre,.
Par ailleurs la commune fait partie de l'aire d'attraction de Mamoudzou, dont elle est la commune-centre. Cette aire, qui regroupe 17 communes, est catégorisée dans les aires de 200 000 à moins de 700 000 habitants,.
La commune, bordée par l'océan Indien à l'est, est également une commune littorale au sens de la loi du 3 janvier 1986, dite loi littoral. Des dispositions spécifiques d’urbanisme s’y appliquent dès lors afin de préserver les espaces naturels, les sites, les paysages et l’équilibre écologique du littoral, par exemple le principe d'inconstructibilité, en dehors des espaces urbanisés, sur la bande littorale des 100 mètres, ou plus si le plan local d’urbanisme le prévoit,.

### Voies de communication et transports

#### Réseau routier
Le réseau routier est essentiellement concentré sur la bordure littorale, la plus habitée, Mamoudzou étant accessible par la RN 2, route principale nord-sud de l'île. Depuis la ville de Passamaïnty, la RD 3 permet de traverser l'île, vers l'ouest, et de rejoindre la ville de Tsingoni via le village de Vahibé.

#### Réseau maritime

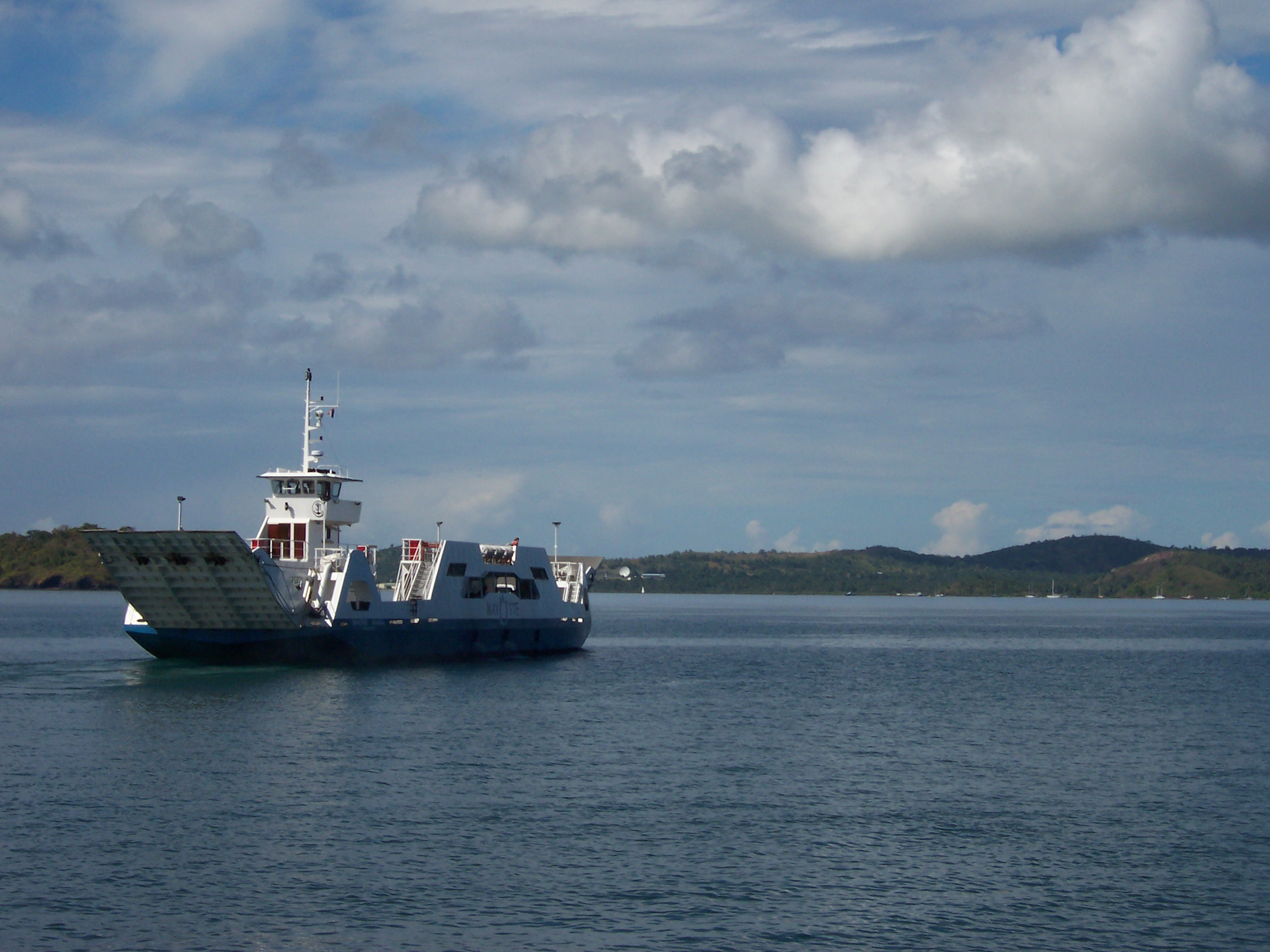
Barge entre Dzaoudzi et Mamoudzou.

Deux navettes maritimes régulières ont lieu toutes les demi-heures, entre Dzaoudzi, proche de l'aéroport, et Mamoudzou. L'une est vouée au trafic passagers et de véhicules légers (barge), l'autre, au transport des poids-lourds (amphidrome).
Plus de 4,7 millions de passagers et 692 889 véhicules ont été recensés. De ce fait, la liaison Dzaoudzi-Mamoudzou est la ligne maritime régulière la plus fréquentée de France et elle ne désemplit pas. En effet, depuis 2010, le nombre de passagers a augmenté de 44,0 %.

#### Transports en commun
Caribus est un futur réseau de transport en commun qui desservira la communauté d'agglomération de Dembeni-Mamoudzou à partir de 2024. Lancé en 2008, le projet est censé désengorger les embouteillages qui paralysent quotidiennement toute l’île.

## Toponymie
L'étymologie du nom « Mamoudzou » reste mystérieuse (comme celle de « Dzaoudzi ») ; elle pourrait être d'origine swahilie ou malgache, mais aucune racine évidente ne s'y dessine. 
Elle pourrait être apparentée (après une déformation phonétique considérable) à Mutsamudu (ville d'Anjouan), dont la légende veut que le nom provienne d'un « Musa Mudu » (Moussa le Noir), un berger mythique. 
En 2025, à l'issue d'un vote local, le gentilé de Mamoudzou devient officiellement « Mamoudzois » (préféré à « Mamoudziens », le gentilé précédent étant simplement « les Mamoudzous »).

## Histoire
Mamoudzou est une localité qui se développe à partir des années 1860 pour seconder le chef-lieu Dzaoudzi, situé juste en face : auparavant, il ne s'agissait que d'un lieu-dit, au nom obscur (partagé avec une ville des Célèbes, en Indonésie).
L'urbanisation a progressivement intégré d'anciens villages dont l'existence pour certains remonte à plusieurs siècles : il s'agit de Kaweni (XIVe siècle), Mtsapéré (fin XVIIIe siècle), Choa ou « pointe Mahabou », village fondé dans les années 1830 par les Sakalaves ayant accompagné Andriantsoly. Kaweni et Kavani ont accueilli, dans la seconde moitié du XIXe siècle, deux plantations sucrières avec usines dont une partie des vestiges est encore visible.
Mamoudzou n’est encore qu’une humble bourgade quand elle devient chef-lieu de facto de Mayotte en 1987 avec l’installation des bâtiments du conseil territorial et de la préfecture même si de jure le chef-lieu restait à cette date fixé à Dzaoudzi. En effet, le décret no 77-129 du 11 février 1977 fixe le chef-lieu de Mayotte à Mamoudzou mais Dzaoudzi garde « provisoirement » cette fonction en attendant que le transfert soit officialisé par arrêté ministériel. Malgré le transfert des bâtiments administratifs dix ans plus tard en 1987, l’arrêté ministériel n’a jamais été pris, Dzaoudzi est donc toujours chef-lieu de jure jusqu'au 26 août 2023.
Le 27 août 2023 (lendemain de la publication du décret officialisant son statut), Mamoudzou devient officiellement chef-lieu de Mayotte, remplaçant Dzaoudzi.

## Politique et administration

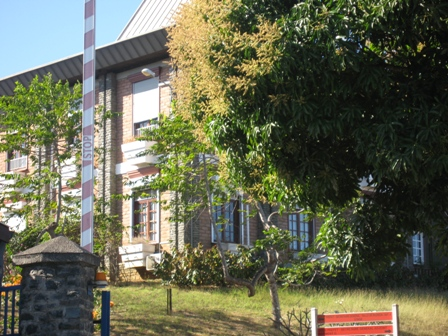
Préfecture de Mayotte.

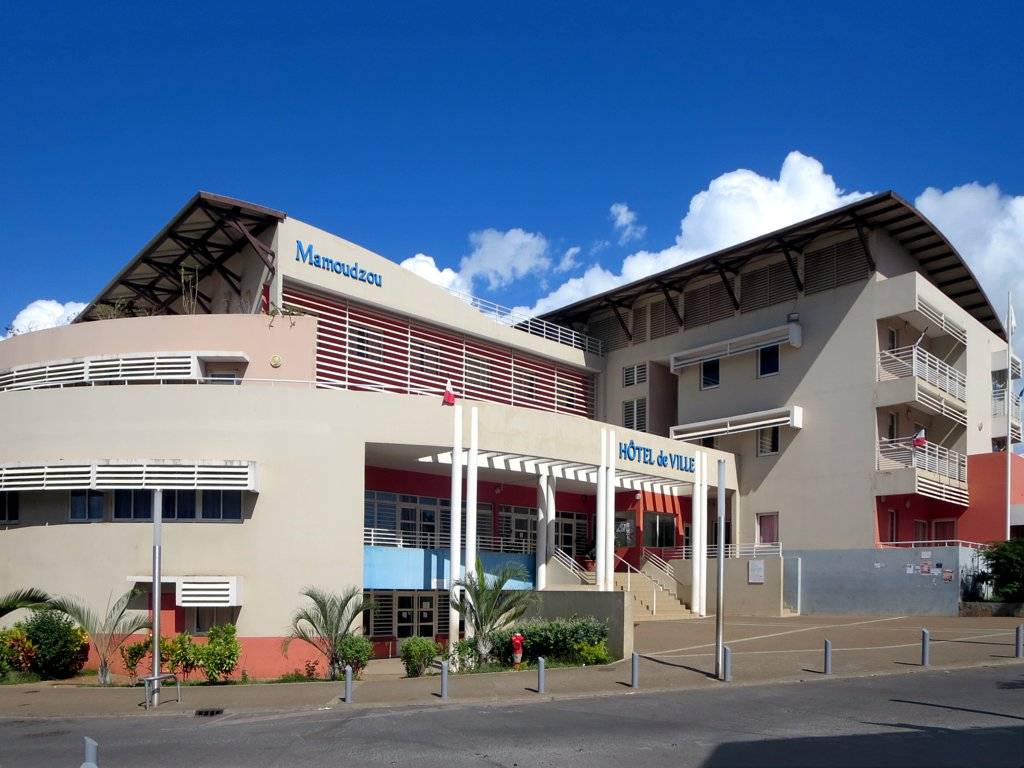
L'hôtel de ville.

La commune est la préfecture de Mayotte. Elle est également découpée en trois cantons : Mamoudzou-1, Mamoudzou-2 et Mamoudzou-3. Depuis le 31 décembre 2015, Mamoudzou fait partie de la communauté d'agglomération de Dembeni-Mamoudzou (la CADEMA).

### Liste des maires
| Période       | Période      | Identité               | Étiquette | Qualité                                             |
| ------------- | ------------ | ---------------------- | --------- | --------------------------------------------------- |
| novembre 1977 | juin 1995    | Abdallah Houmadi       |           | Premier maire                                       |
| juin 1995     | mars 2001    | Halidi Sélémani        |           |                                                     |
| mars 2001     | mars 2008    | Abdallah Hassani       | MDM       | Enseignant                                          |
| mars 2008     | mars 2014    | Abdourahamane Soilihi  | UMP       | Enseignant Sénateur de Mayotte (2011 → 2017)        |
| mars 2014     | juillet 2020 | Mohamed Majani         | MDM       | Président de la CA de Dembeni-Mamoudzou (2016-2020) |
| juillet 2020  | En cours     | Ambdilwahedou Soumaila | LR        |                                                     |

## Équipements et services publics

### Enseignement
Les élèves de Mamoudzou effectuent leur scolarité dans la commune, qui dispose de 12 écoles maternelles, 28 écoles élémentaires, 6 collèges et 3 lycées (dont le lycée Younoussa Bamana).

### Santé
Le centre hospitalier de Mayotte se situe sur la commune de Mamoudzou. Le pôle maternité a vu, en 2008, 4 470 des 8 100 accouchements constatés à Mayotte, ce qui lui vaut le surnom de « première maternité de France ». En 2007, 62 % des femmes qui y ont accouché n'étaient pas affiliées à la Sécurité sociale : parmi elles se trouvent de nombreuses Anjouanaises et Malgaches entrées illégalement sur le territoire.[réf. nécessaire]

## Population et société

### Démographie
L'évolution du nombre d'habitants est connue à travers les recensements de la population effectués dans la commune depuis 1978. Auparavant, on sait qu'il n'y avait pas plus de 150 habitants en 1936. À partir de 2006, les populations légales des communes sont publiées annuellement par l'Insee, mais la loi relative à la démocratie de proximité du 27 février 2002 a, dans ses articles consacrés au recensement de la population, instauré des recensements de la population tous les cinq ans en Nouvelle-Calédonie, en Polynésie française, à Mayotte et dans les îles Wallis-et-Futuna, ce qui n’était pas le cas auparavant. Pour la commune, le premier recensement exhaustif entrant dans le cadre du nouveau dispositif a été réalisé en 2002, les précédents recensements ont eu lieu en 1978, 1985, 1991 et 1997.
En 2017, la commune comptait officiellement 71 432 habitants, en augmentation de 24,71 % par rapport à 2012.
| 1978  | 1985   | 1991   | 1997   | 2002   | 2007   | 2012   | 2017   |
| ----- | ------ | ------ | ------ | ------ | ------ | ------ | ------ |
| 7 798 | 12 026 | 20 307 | 32 774 | 45 485 | 53 022 | 57 281 | 71 437 |

| Village                                                          | 1997  | 2002   | 2007   | 2012   | 2017   |
| ---------------------------------------------------------------- | ----- | ------ | ------ | ------ | ------ |
| Kavani                                                           | 3 948 | 5 488  | 8 100  | 7491   | 9 740  |
| Kawéni                                                           | 6 206 | 9 604  | 11 562 | 13 276 | 17 060 |
| Mamoudzou                                                        | 5 666 | 6 533  | 6 186  | 5 839  | 6 131  |
| Mtsapéré                                                         | 6 979 | 10 495 | 11 283 | 12 812 | 15 880 |
| Passamaïnty                                                      | 5 173 | 6 008  | 7 086  | 7 026  | 8 430  |
| Tsoundzou 1                                                      | 2 093 | 3 058  | 3 398  | 4 464  | 5 570  |
| Tsoundzou 2                                                      | 574   | 1 063  | 1 671  | 2 301  | 2 559  |
| Vahibé                                                           | 2 135 | 3 236  | 3 736  | 4 072  | 6 067  |
| Nombre retenu à partir de 1997 : Population sans doubles comptes |       |        |        |        |        |

### Sports et loisirs
La commune dispose de plusieurs clubs dont :
- un club de rugby à XV[28] ;

RC Mamoudzou
- plusieurs clubs de football, les principaux sont :
  - FC Mtsapéré ;
  - AS Rosador ;
  - ASC Kawéni ;
  - Vahibé VCO.
- Basket-ball
  - Basket Club Mtsapere
  - Magic Basket
  - TCO Mamoudzou

Un événement particulièrement important est la course de pneus qui s'y déroule chaque année.

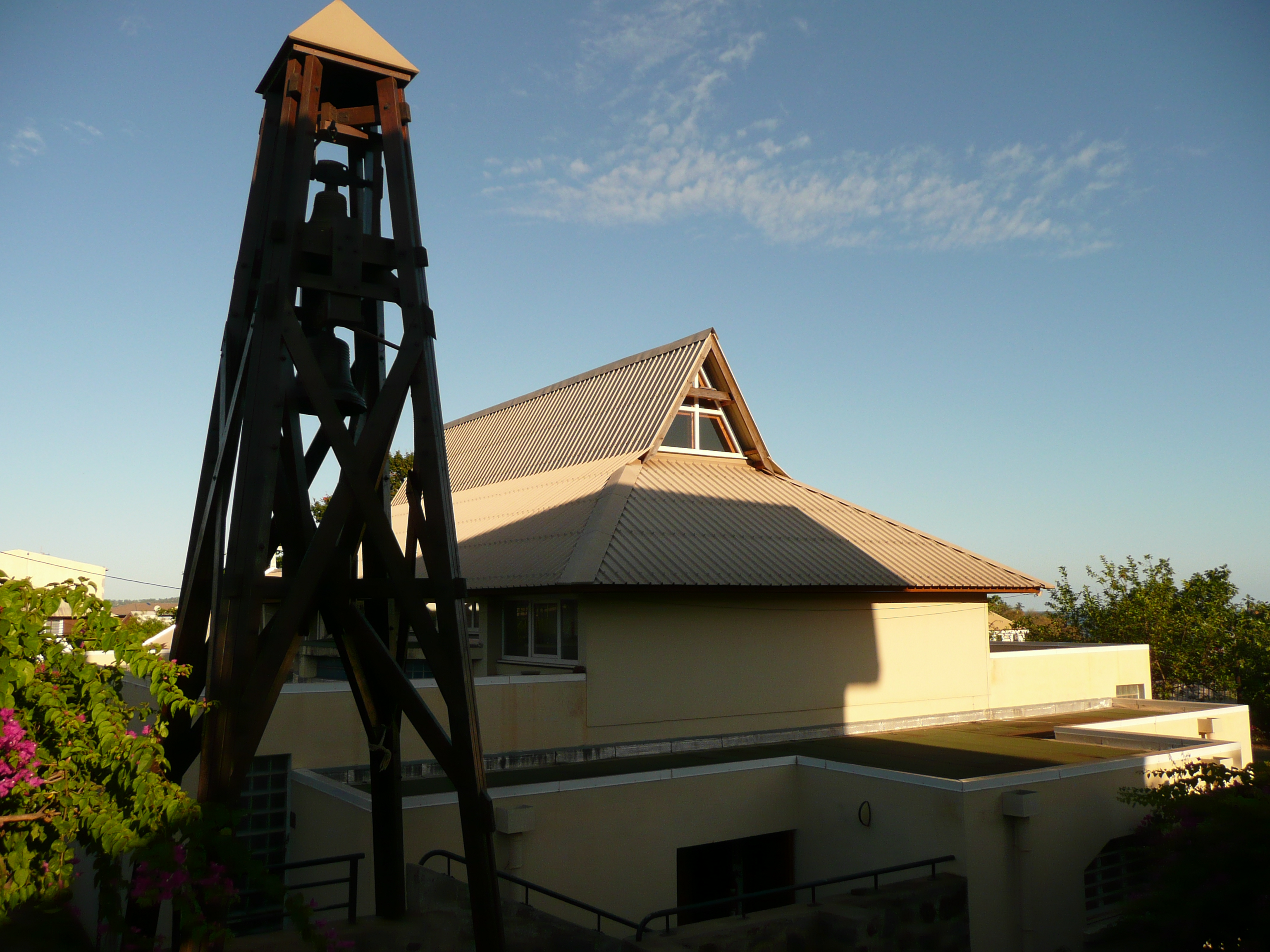
L'église Notre-Dame-de-Fatima.

### Cultes
Le conseil régional du culte musulman est installé dans cette commune, ainsi que le Tribunal du Grand Cadi.
La paroisse catholique Notre-Dame de Fatima, de Mamoudzou dépend du vicariat apostolique de l'archipel des Comores.

## Économie

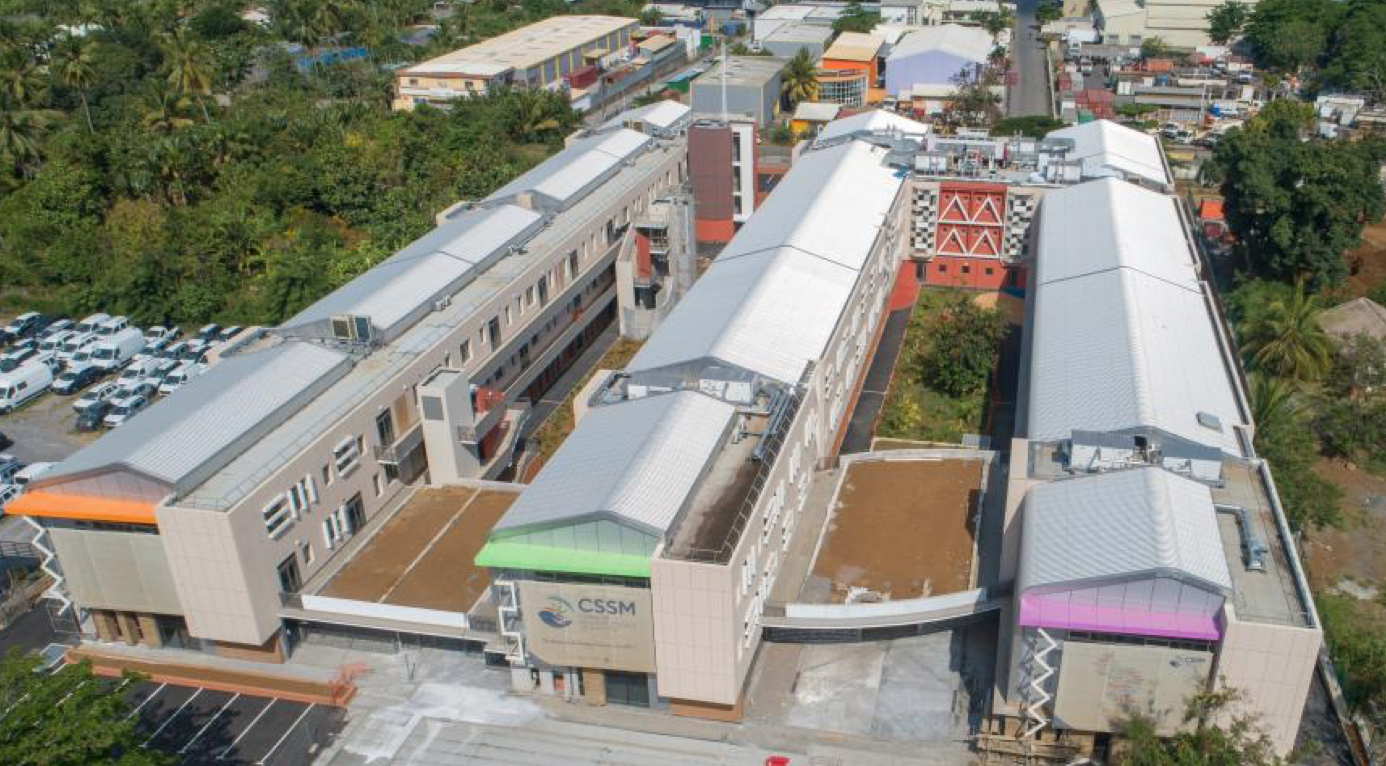
Siège de l'ARS Mayotte, du SDIS Mayotte et de la Caisse de Sécurité Sociale de Mayotte.

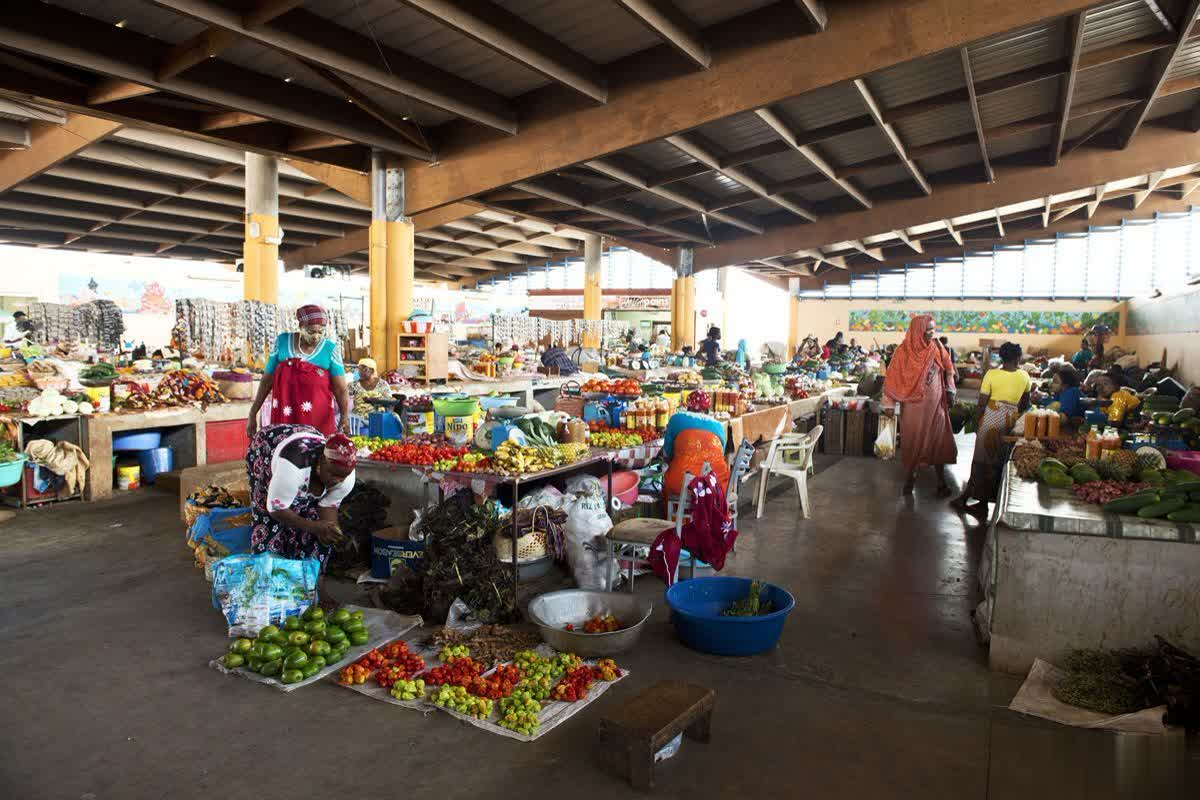
Marché de Mamoudzou.

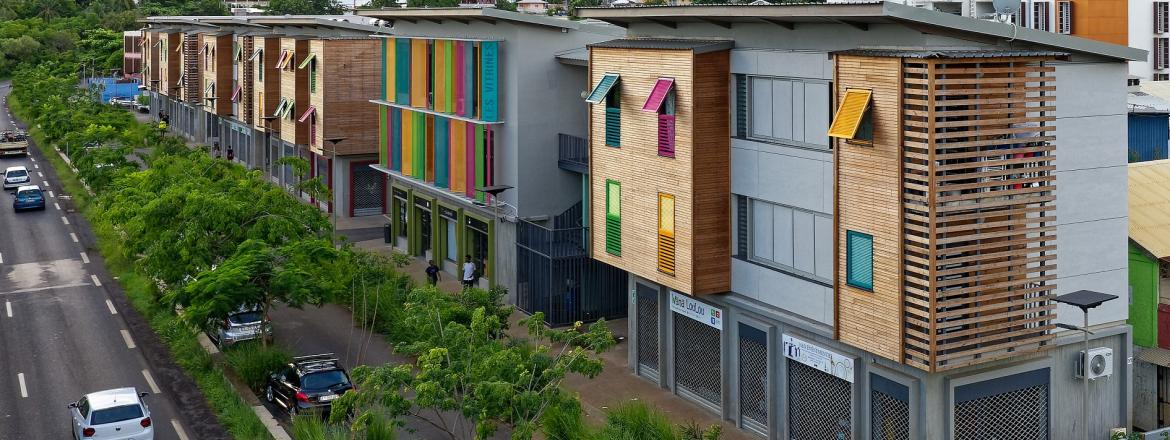
Locaux de commerces dans le quartier de M'Gombani.

La surconcentration des administrations, des commerces et industries en font la ville incontournable où se côtoient tradition et modernité.
Son marché couvert (le plus grand de l'île) à proximité du Comité de Tourisme de Mayotte place de la République, est un lieu de "convivialité" important. On y vend pêle-mêle bassines, tapis de prière, vêtements, épices et fruits et légumes locaux parmi lesquels bananes, ananas, mangues, papayes, maniocs, fruits à pain...

## Culture locale et patrimoine

### Lieux et monuments
La bibliothèque départementale de Mayotte est implantée dans le quartier de Kavani. En plus d'un espace de prêts pour tous de 650 m2, la structure dispose d'un bibliobus, reliant les communes de l'île,.

### Personnalités liées à la commune
- M'Toro Chamou, né en 1974 à Mamoudzou, chanteur.
- Manou Mansour, né en 1980 à Mamoudzou, poète
- El Fardou Ben Nabouhane, né en 1989 à Passamaïnty, footballeur international comorien évoluant à l'Étoile rouge de Belgrade.
- Tava Colo, « supercentenaire » née en 1902 à Passamaïnty, candidate au titre de doyenne de l'humanité y est décédée en 2021.